# La Estrella (Cile)
La Estrella è un comune del Cile della provincia di Cardenal Caro nella Regione del Libertador General Bernardo O'Higgins. Al censimento del 2002 possedeva una popolazione di 4.221 abitanti.

## Società

### Evoluzione demografica
| Censimento del 1992 | Censimento del 2002 |
| 2.779 ab.           | 4.221 ab.           |